# Lahad Datu
Lahad Datu – miasto w Malezji, w stanie Sabah. Według danych szacunkowych na rok 2007 liczy 119 938 mieszkańców. Ośrodek przemysłowy, przerabianie oleju palmowego. Miasto znajduje się na wyspie Borneo w części malezyjskiej.